# Francesco Ottone di Brunswick-Lüneburg
Francesco Ottone di Brunswick-Lüneburg (20 giugno 1530 – 29 aprile 1559) fu duca di Brunswick-Lüneburg e  principe di Lüneburg. Governò il ramo di Lüneburg-Celle del ducato di Brunswick-Lüneburg del casato di Welfen dal 1550 fino alla sua morte.

## Biografia
Francesco Ottone era il figlio primogenito di  Ernesto I, Duca di Brunswick-Lüneburg e di sua moglie Sofia di Meclemburgo-Schwerin. 
Prese il potere nel 1555, diversi anni dopo la morte di suo padre, e ben presto dovette affrontare diversi ostacoli, tra cui i pesanti debiti della corona. 
Nel 1559 sposò Elisabetta Maddalena di Brandeburgo, figlia di Gioacchino II di Brandeburgo ed Edvige di Polonia, ma morì di peste lo stesso anno. Il matrimonio non produsse eredi.
A succederlo alla guida del ducato fu suo fratello minore Guglielmo.

## Ascendenza
|                                        |                                   |                                   | Genitori                         |  |  | Nonni |  |  | Bisnonni                       |  |  | Trisnonni                         |  |
|                                        |                                   |                                   |                                  |  |  |       |  |  | Ottone V di Brunswick-Lüneburg |  |  | Federico II di Brunswick-Lüneburg |  |
|                                        |                                   |                                   |                                  |  |  |       |  |  | Ottone V di Brunswick-Lüneburg |  |  | Federico II di Brunswick-Lüneburg |  |
|                                        |                                   | Maddalena di Hohenzollern         |                                  |  |  |       |  |  | Ottone V di Brunswick-Lüneburg |  |  |                                   |  |
| Enrico di Brunswick-Lüneburg           |                                   |                                   |                                  |  |  |       |  |  | Ottone V di Brunswick-Lüneburg |  |  |                                   |  |
|                                        |                                   | Anna di Nassau                    | Guglielmo I d'Orange             |  |  |       |  |  |                                |  |  |                                   |  |
|                                        |                                   | Anna di Nassau                    | Guglielmo I d'Orange             |  |  |       |  |  |                                |  |  |                                   |  |
|                                        |                                   | Anna di Nassau                    | Anna di Sassonia                 |  |  |       |  |  |                                |  |  |                                   |  |
| Ernesto I di Brunswick-Lüneburg        |                                   | Anna di Nassau                    |                                  |  |  |       |  |  |                                |  |  |                                   |  |
|                                        |                                   | Ernesto di Sassonia               | Federico II di Sassonia          |  |  |       |  |  |                                |  |  |                                   |  |
|                                        |                                   | Ernesto di Sassonia               | Federico II di Sassonia          |  |  |       |  |  |                                |  |  |                                   |  |
|                                        |                                   | Ernesto di Sassonia               | Margherita d'Austria             |  |  |       |  |  |                                |  |  |                                   |  |
| Margherita di Sassonia                 |                                   | Ernesto di Sassonia               |                                  |  |  |       |  |  |                                |  |  |                                   |  |
|                                        |                                   | Elisabetta di Baviera             | Alberto III di Baviera           |  |  |       |  |  |                                |  |  |                                   |  |
|                                        |                                   | Elisabetta di Baviera             | Alberto III di Baviera           |  |  |       |  |  |                                |  |  |                                   |  |
|                                        |                                   | Elisabetta di Baviera             | Anna di Braunschweig-Grubenhagen |  |  |       |  |  |                                |  |  |                                   |  |
| Francesco Ottone di Brunswick-Lüneburg |                                   | Elisabetta di Baviera             |                                  |  |  |       |  |  |                                |  |  |                                   |  |
|                                        | Magnus II di Meclemburgo-Schwerin | Enrico IV di Meclemburgo-Schwerin |                                  |  |  |       |  |  |                                |  |  |                                   |  |
|                                        | Magnus II di Meclemburgo-Schwerin | Enrico IV di Meclemburgo-Schwerin |                                  |  |  |       |  |  |                                |  |  |                                   |  |
|                                        | Magnus II di Meclemburgo-Schwerin | Dorotea di Brandeburgo            |                                  |  |  |       |  |  |                                |  |  |                                   |  |
| Enrico V di Meclemburgo-Schwerin       | Magnus II di Meclemburgo-Schwerin |                                   |                                  |  |  |       |  |  |                                |  |  |                                   |  |
|                                        |                                   | Sofia di Pomerania-Wolgast        | Eric II di Pomerania-Wolgast     |  |  |       |  |  |                                |  |  |                                   |  |
|                                        |                                   | Sofia di Pomerania-Wolgast        | Eric II di Pomerania-Wolgast     |  |  |       |  |  |                                |  |  |                                   |  |
|                                        |                                   | Sofia di Pomerania-Wolgast        | Sofia di Pomerania-Stolp         |  |  |       |  |  |                                |  |  |                                   |  |
| Sofia di Meclemburgo-Schwerin          |                                   | Sofia di Pomerania-Wolgast        |                                  |  |  |       |  |  |                                |  |  |                                   |  |
|                                        |                                   | Giovanni I di Brandeburgo         | Alberto III di Brandeburgo       |  |  |       |  |  |                                |  |  |                                   |  |
|                                        |                                   | Giovanni I di Brandeburgo         | Alberto III di Brandeburgo       |  |  |       |  |  |                                |  |  |                                   |  |
|                                        |                                   | Giovanni I di Brandeburgo         | Margherita di Baden              |  |  |       |  |  |                                |  |  |                                   |  |
| Ursula del Brandeburgo                 |                                   | Giovanni I di Brandeburgo         |                                  |  |  |       |  |  |                                |  |  |                                   |  |
|                                        |                                   | Margherita di Sassonia            | Guglielmo III di Sassonia        |  |  |       |  |  |                                |  |  |                                   |  |
|                                        |                                   | Margherita di Sassonia            | Guglielmo III di Sassonia        |  |  |       |  |  |                                |  |  |                                   |  |
|                                        |                                   | Margherita di Sassonia            | Anna d'Asburgo                   |  |  |       |  |  |                                |  |  |                                   |  |
|                                        |                                   | Margherita di Sassonia            |                                  |  |  |       |  |  |                                |  |  |                                   |  |